# Padre Brown
El padre Brown es un personaje de ficción creado por el novelista inglés G. K. Chesterton (1874-1936). Es el protagonista de unas cincuenta historias cortas recopiladas posteriormente en cinco libros. Para crear este personaje Chesterton se inspiró en el padre John O'Connor (1870-1952), cura párroco de Bradford, Yorkshire, quien estuvo relacionado con la conversión al catolicismo de Chesterton en 1922. De esta vinculación dejó constancia el propio O'Connor en su libro de 1937 Father Brown on Chesterton.

## Sobre el personaje
El padre Brown es un cura católico de apariencia ingenua cuya agudeza psicológica lo convierte en un formidable detective. De aspecto rechoncho, "antiguamente en Cobhole, Essex, y que ahora trabaja en Londres", va acompañado de un enorme paraguas y suele resolver los crímenes más enigmáticos, atroces e inexplicables gracias a su conocimiento de la naturaleza humana antes que por el razonamiento lógico.
Hizo su primera aparición en la famosa historia La cruz azul y continuó a lo largo de cinco volúmenes de historias cortas. A menudo es ayudado por el criminal reformado Flambeau. A diferencia de su más famoso contemporáneo, Sherlock Holmes, los métodos del padre Brown tienden a ser más intuitivos que deductivos. Él mismo explica así su método en El secreto del padre Brown:
«Verá usted, yo los he asesinado a todos ellos por mí mismo [...] He planeado cada uno de los crímenes muy cuidadosamente, he pensado exactamente cómo pudo ser hecho algo así y con qué disposición de ánimo o estado mental pudo un hombre hacerlo realmente. Y cuando estaba bastante seguro y sentía exactamente como el asesino mismo, entonces, por supuesto, sabía de quién se trataba»
En La cruz azul, cuando es interrogado por Flambeau —que se ha disfrazado de sacerdote— acerca de cómo un cura ha podido adquirir tal conocimiento de todo tipo de crímenes desastrosos, él responde:
«¿Nunca se le ha ocurrido pensar que un hombre, que casi no hace otra cosa que oír los pecados de los demás, no puede dejar de estar al corriente del mal de la humanidad?»

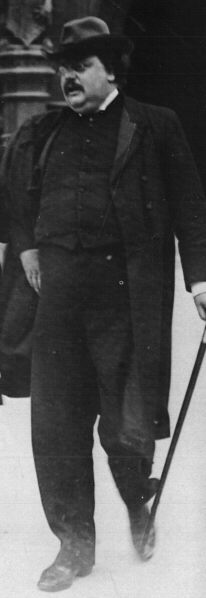
G.K. Chesterton en 1910.

Un ejemplo del uso de su perspicacia aparece en la misma historia, cuando explica a Flambeau cómo descubrió que no era un verdadero sacerdote: 
«Usted atacó a la razón. Eso es mala teología»
Sus historias normalmente contienen una explicación racional de quién es el criminal y de cómo el Padre Brown consigue descubrirlo. Debido a su devoción, el Padre Brown siempre pone énfasis en la racionalidad. En algunas historias, como en "El milagro de la luna creciente" o en "The Blast of the Book", se pone en ridículo a personajes que inicialmente son escépticos pero que acaban convencidos de que algún suceso extraño tiene una explicación sobrenatural, mientras que el Padre Brown, a pesar de su religiosidad y de su creencia en Dios y en los milagros, ve fácilmente la explicación natural y totalmente ordinaria del suceso. De hecho, el Padre Brown representa el ideal de clérigo devoto, considerablemente culto y familiarizado con el pensamiento contemporáneo y secular. Al respecto, Borges observa que 

Chesterton en las diversas narraciones que integran la quíntuple Saga del padre Brown y las de Gabriel Gale el poeta y las del Hombre que sabía demasiado, ejecuta, siempre, ese tour de force. Presenta un misterio, propone una aclaración sobrenatural y la reemplaza luego, sin pérdida, con otra de este mundo.

## Interpretaciones y críticas
El padre Brown fue el vehículo perfecto para hacer converger el punto de vista de Chesterton con el de su personaje. Se trata, tal vez, del personaje más cercano al pensamiento del propio Chesterton o, al menos, es el reflejo de ese punto de vista. El padre Brown resuelve sus crímenes mediante un riguroso proceso de razonamiento, más relacionado con las verdades filosóficas y espirituales que con los detalles científicos. Representa, en cierto modo, la contrapartida de Sherlock Holmes, al cual leía y admiraba.  De hecho, en el relato "La ausencia del sr. Glass" el autor nos presenta al investigador Orion Hood, un claro remedo del detective de Conan Doyle.
Mientras que los primeros relatos disfrutaron de gran popularidad por su brevedad, su aspecto filosófico y su ingenio, la respuesta a las posteriores historias del Padre Brown fue dispar. Después de que Chesterton se convirtiera al catolicismo, el tono de las historias pareció cambiar a los ojos de algunos.
Ciertamente, de los cinco volúmenes los más conocidos son los primeros trabajos: "El candor del Padre Brown" y "La Sabiduría del Padre Brown".
Otros[¿quién?] acusan a algunos relatos del padre Brown de estar teñidos con un cierto tono de supuesto racismo e intolerancia.[cita requerida] En particular "El Dios de los Gongs" y algunas historias protagonizadas por faquires hindúes son vistas como el perpetuo estereotipo de culturas y sistemas de creencias extraños a la ortodoxia de Chesterton y a los tiempos en los que vivió.[cita requerida]

## Influencias
Mientras estaba filmando la película del padre Brown, el actor sir Alec Guinness fue abordado por un joven italiano quien, viéndolo maquillado y caracterizado, exclamó ¡Padre, padre! y agarrándolo por el brazo comenzó a hablar y a hablar en una lengua que Guinness no entendía. Finalmente, el joven se despidió y se fue. Guinness, asombrado e impresionado de que bastara la sotana de un sacerdote para inspirar tanta confianza y felicidad en el joven desconocido, comenzó a instruirse en la fe católica y se convirtió al catolicismo.

## El padre Brown en otros medios
- Father Brown, Detective (1934), fue la primera película dedicada al personaje de Chesterton. Dirigida por Edward Sedgwick y protagonizada por Walter Connolly.
- En 1954 se estrenó la película Father Brown (titulada en EE. UU. como El Detective) con un elenco formidable. Sir Alec Guinness personificó al padre Brown y Peter Finch al ladrón reformado Flambeau. Esta cinta es ampliamente recordada como un clásico menor.
- En 1974 una serie televisiva inglesa fue protagonizada por Kenneth More en el rol del detective.
- Italia aportó dos series para televisión: I Racconti di Padre Brown (1970) y Sei Delitti per Padre Brown (1988).
- Heinz Rühmann personificó al padre Brown en dos adaptaciones alemanas de las historias de Chesterton, Das schwarze Schaf (1960) y Er kanns nicht lassen (1962), cuyas bandas sonoras fueron compuestas por Martin Böttcher. Más tarde protagonizó Operación San Pietro (1967) como el cardenal Brown.[4]
- Desde el 14 de enero de 2013 el actor Mark Williams interpreta el personaje del padre Brown en la serie británica Padre Brown.

## Recopilaciones de los relatos
1. El candor del Padre Brown (1910)
  1. La cruz azul　　　　　　
  2. El jardín secreto　　　　
  3. Las pisadas misteriosas　　　　　
  4. Las estrellas errantes              　　
  5. El hombre invisible
  6. El honor de Israel Gow
  7. La forma equívoca
  8. Los pecados del príncipe Saradine
  9. El martillo de Dios
  10. El ojo de Apolo               　
  11. El signo de la espada rota
  12. Los tres instrumentos de la muerte
2. La sabiduría del Padre Brown (1914)
  1. La ausencia de Míster Glass
  2. El paraíso de los bandidos
  3. El duelo del Dr Hirsch
  4. El hombre del pasaje
  5. El error de la máquina
  6. La cabeza del César
  7. La peluca roja
  8. El fin de los Pendragon
  9. El dios de los gongs
  10. La ensalada del Coronel Cray
  11. El extraño crimen de John Boulnois
  12. El cuento de hadas del Padre Brown
3. La incredulidad del Padre Brown (1926)
  1. La resurrección del Padre Brown
  2. La saeta del cielo
  3. El oráculo del perro
  4. El milagro de Moon Crescent
  5. La maldición de la cruz dorada
  6. El puñal alado
  7. El sino de los Darnaways
  8. El espectro de Gideon Wise
4. El secreto del Padre Brown (1927)
  1. El secreto del Padre Brown
  2. El espejo del magistrado
  3. El hombre de las dos barbas
  4. La canción del pez volador
  5. La actriz y su doble
  6. La desaparición de Vaudrey
  7. El peor crimen del mundo
  8. La luna roja de Meru
  9. La penitencia de Marne
  10. El secreto de Flambeau
5. El escándalo del Padre Brown (1935)
  1. El escándalo del Padre Brown
  2. El rápido
  3. La ráfaga del libro
  4. El hombre verde
  5. La persecución del señor azul
  6. El crimen del comunista
  7. La punta del alfiler
  8. El problema insoluble

1. La vampiresa de la aldea (1936, fuera de colección)
2. El asunto Donnington (1914, fuera de colección)
3. La máscara de Midas (1936, fuera de colección)

Todos estos relatos han sido recientemente reeditados en cinco volúmenes en España por la editorial Valdemar, y con dos ediciones en un único volumen con el título "Los relatos del Padre Brown", por la editorial Acantilado en octubre de 2008 y "El Padre Brown, relatos completos", de Ediciones Encuentro, en enero de 2017, incluyendo ambos los tres relatos fuera de colección.